# Owase
Owase (jap. 尾鷲市 Owase-shi) – miasto w Japonii, w prefekturze Mie, w środkowej części wyspy Honsiu.

## Położenie
Miasto leży w południowej części prefektury Mie nad Oceanem Spokojnym.
W prefekturze Mie sąsiaduje z miastami:Kumano i Kihoku.
W prefekturze Nara ze wsiami Kamikitayama i Shingu oraz wsią Kitayama w prefekturze Wakayama.

## Historia
- 20 czerwca 1954 – utworzono miasto z miasteczka Owase oraz wsi: Sugari, Kyuki, Kitawanai, Minamiwanai.

## Miasta partnerskie
- Kanada: Prince Rupert